# Fressin
Fressin is een gemeente in het Franse departement Pas-de-Calais (regio Hauts-de-France) en telt 543 inwoners (2005). De plaats maakt deel uit van het arrondissement Montreuil.

## Geografie
De oppervlakte van Fressin bedraagt 17,0 km², de bevolkingsdichtheid is 31,9 inwoners per km².

## Bezienswaardigheden

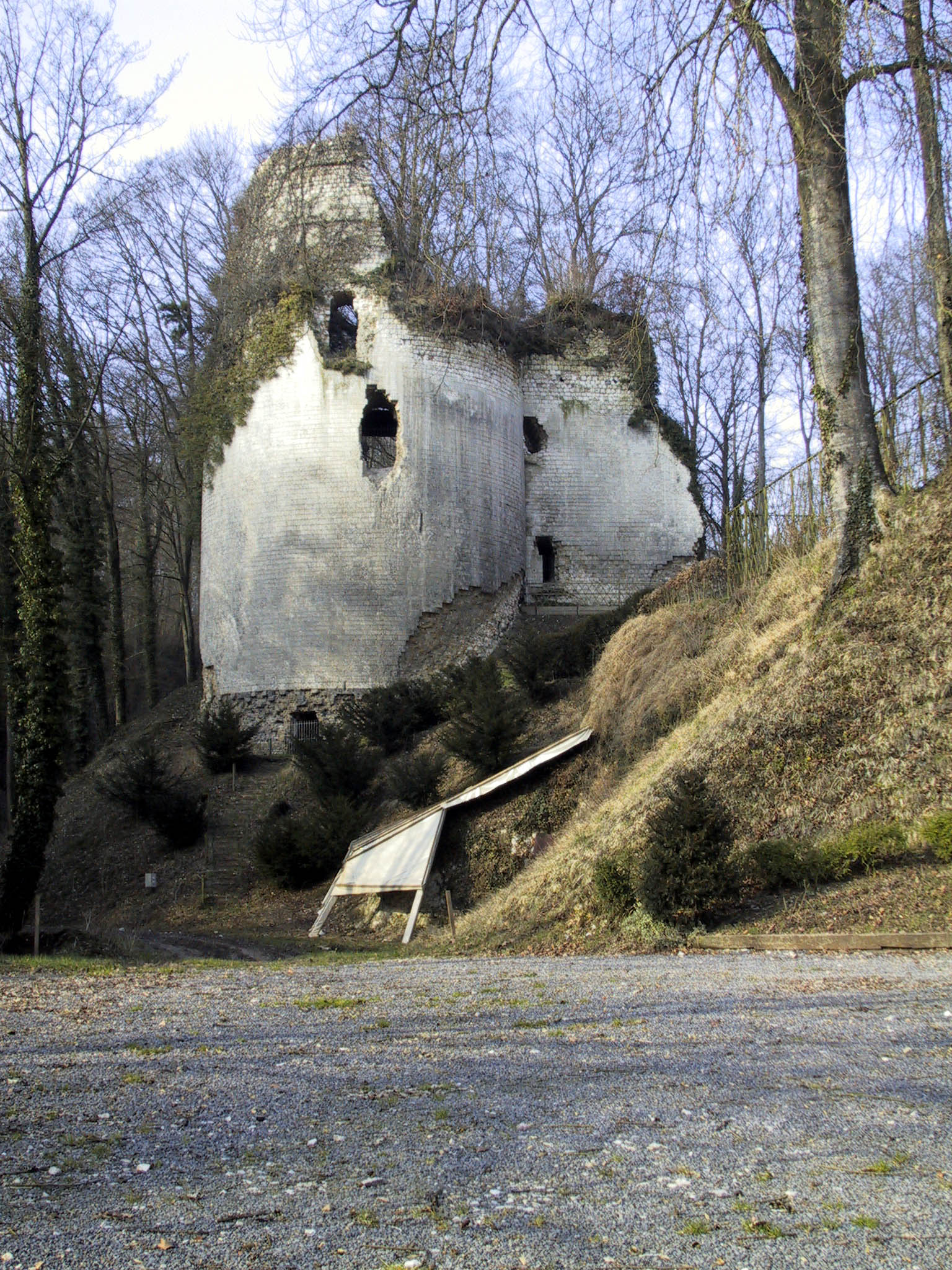
Kasteel van Fressin

- De ruïnes van het kasteel van Fressin.

De onderstaande kaart toont de ligging van Fressin met de belangrijkste infrastructuur en aangrenzende gemeenten.

## Demografie
Onderstaande figuur toont het verloop van het inwonertal (bron: INSEE-tellingen).

## Bekende inwoners

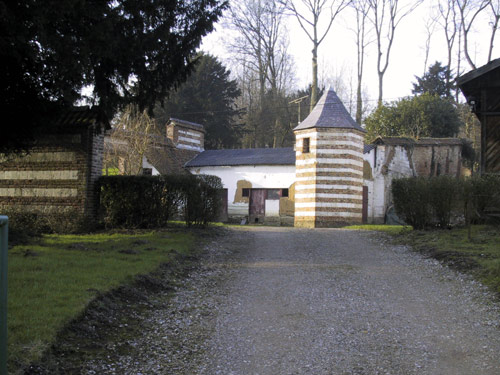
Huis van Georges Bernanos

- Georges Bernanos bracht zijn jeugd door in Fressin en woonde er tot 1924.